# Sertularia marginata
Sertularia marginata is een hydroïdpoliep uit de familie Sertulariidae. De poliep komt uit het geslacht Sertularia. Sertularia marginata werd in 1864 voor het eerst wetenschappelijk beschreven door Kirchenpauer. 